# Patrick Modiano
Jean Patrick Modiano (Boulogne-Billancourt, 30 juli 1945) is een Franse schrijver en de winnaar van de Nobelprijs voor de Literatuur 2014. Eerder werd Modiano reeds gelauwerd met onder meer de Grand Prix du Roman van de Académie française (1972) en de prestigieuze Prix Goncourt (1978).
Modiano is de zoon van Louisa Colpijn, een Belgische actrice, en Albert Modiano, een uit het Egyptische Alexandrië afkomstige Joods-Italiaanse man, die elkaar in 1942 in bezet Parijs ontmoetten.
Modiano had een vrij eenzame jeugd: zijn ouders waren veel afwezig, zijn broertje stierf op jonge leeftijd en hij zat jaren op strenge katholieke kostscholen. Hij bracht een groot deel van zijn tijd door met het lezen van boeken van schrijvers zoals Louis-Ferdinand Céline, Gustave Flaubert en Marcel Proust (met die laatste wordt hij vaak vergeleken). Op een van zijn scholen kreeg hij les van Raymond Queneau, die hem onder zijn hoede nam en later introduceerde in de literaire wereld door hem mee te nemen naar een feest van Éditions Gallimard, Modiano’s toekomstige uitgeverij.
Herinneringen aan en de zoektocht naar het eigen verleden staan centraal in Modiano's werk. Dat werk kenmerkt zich door een gedempte, melancholieke toon die langzamerhand zijn handelsmerk is geworden.
Ook de Duitse bezetting van Parijs keert regelmatig terug in zijn romans. In de dankrede die hij uitsprak toen hij de Nobelprijs voor de Literatuur ontving zegt hij hier zelf over dat hij zijn bestaan te danken heeft aan het bezette Parijs, en dat die plaats daarom altijd een soort oerbron voor hem is geweest, die hem is blijven achtervolgen.

## Prijzen
- 1968 - Prix Roger Nimier en de Prix Fénéon voor La Place de l'Étoile
- 1972 - Grand Prix du roman de l'Académie française voor Les Boulevards de ceinture
- 1978 - Prix Goncourt voor Rue des boutiques obscures
- 1984 - Prix littéraire Prince-Pierre-de-Monaco voor zijn gehele oeuvre
- 2000 - Grand prix de littérature Paul-Morand voor zijn gehele oeuvre
- 2010 - Prix mondial de la Fondation Simone et Cino del Duca voor zijn gehele oeuvre
- 2014 - Nobelprijs voor de Literatuur. De jury roemde Modiano voor de herinneringskunst waarmee hij de meest ongrijpbare menselijke lotsbestemmingen heeft weten op te roepen.[1][2]

## Korte verhalen
- 2018: Blue Aloha. Korte verhalen. Vertaald door Maarten Elzinga. Bevat een biografische schets door zijn echtgenote Dominique Zehrfuss en een uitgebreid nawoord van Dirk Leyman. Bevat onder andere Je suis un jeune homme seul uit 1966. Uitgeverij Vleugels, Bleiswijk, 2018. ISBN 978 90 78627 61 6

## Filmografie
- 1974: Lacombe Lucien van Louis Malle
- 1983: Une jeunesse van Moshé Mizrahi
- 1995: Le Parfum d'Yvonne van Patrice Leconte
- 1997: Genealogies d'un crime van Raoul Ruiz als Bob
- 1995: Le Fils de Gascogne van Pascal Aubier
- 2001: Te quiero van Manuel Poirier
- 2003: Bon Voyage van Jean-Paul Rappeneau
- 2006: Charell van Mikhael Hers
- 2009: Des gens qui passent van Alain Nahum